# UFC Fight Night: Lamas vs. Penn
UFC Las Vegas: Miocic vs. Ngannou 2 foi um evento planejado de artes marciais mistas promovido pelo Ultimate Fighting Championship que foi definido para ser realizado no T-Mobile Arena, em Las Vegas, EUA.

## Background
O evento em Pasay era esperado para ser o segundo que a organização recebera nas Filipinas, com o primeiro sendo o UFC Fight Night: Edgar vs. Faber, em 16 de maio de 2015.
```
Todo o evento seria transmitido ao vivo no UFC Fight Pass.
[
1
]
```

Uma luta no peso-pena entre o ex-desafiante ao título, Ricardo Lamas, e o ex-Campeão Peso Leve do UFC e ex-Campeão Meio Médio do UFC, BJ Penn, era esperada para servir como a principal do evento. No entanto, em 4 de outubro, Penn retirou-se da luta citando uma lesão. Por sua vez, a promoção anunciou em 6 de Outubro que eles tinham cancelado o evento inteiramente.
Todos os lutadores restantes do card receberam seus respectivos salários, apesar de não terem lutado. Uma declaração do UFC disse que as lutas do card serão remarcadas para eventos futuros, embora não esteja certo se os combates originais permanecerão intactos. Esta foi a terceira vez, após o UFC 151, em setembro de 2012, e o UFC 176, em agosto de 2014, que a promoção resolveu cancelar um evento pela ausência de uma luta de alto nível para preencher a atração principal.
Uma luta no peso-leve entre Yusuke Kasuya e Damir Hadžović, inicialmente prevista para o UFC 203, foi adiada após Hadzovic ter problemas com o seu visto. O combate foi remarcado e estava previsto para ocorrer neste evento.
Mehdi Baghdad era esperado para enfrentar Jon Tuck no evento. Todavia, Baghdad retirou-se da luta em meados de setembro citando lesão, e foi substituído pelo recém-chegado na organização, Alexander Volkanovski.

## Card do Evento
Nota 1 Pelo Cinturão Peso Pena do UFC
Nota 2 Pelo Cinturão Peso Pesado Interino do UFC
Nota 3 Pelo Cinturão Peso Meio Médio do UFC